# Backa, Hedemora kommun
Backa är en småort i Hedemora socken i Hedemora kommun. Vid Backa trafikplats möts riksvägarna 69 och 70, samt en mindre väg till Grådö. I Backa fanns F–6-skolan Backa skola, som stängdes 2009.

## Småorten
SCB avgränsade småorten Backa första gången år 1990 och då som två småorter. En i den östra delen av området (55 invånare över 10 hektar) och en i den västra delen, Backa väst, (60 invånare över 4 hektar). Vid nästa sammanställning fem år senare hade området förtätats och från år 1995 till 2015 räknade SCB hela området som en småort med lite drygt 35 hektar och ett invånarantal som varierat runt 160 personer. Vid avgränsningen 2015 ingick inte längre den västra delen och denna klassades 2020 som en separat småort och 2023 klassades den södra delen som en separat småort Backa syd.

## Noter

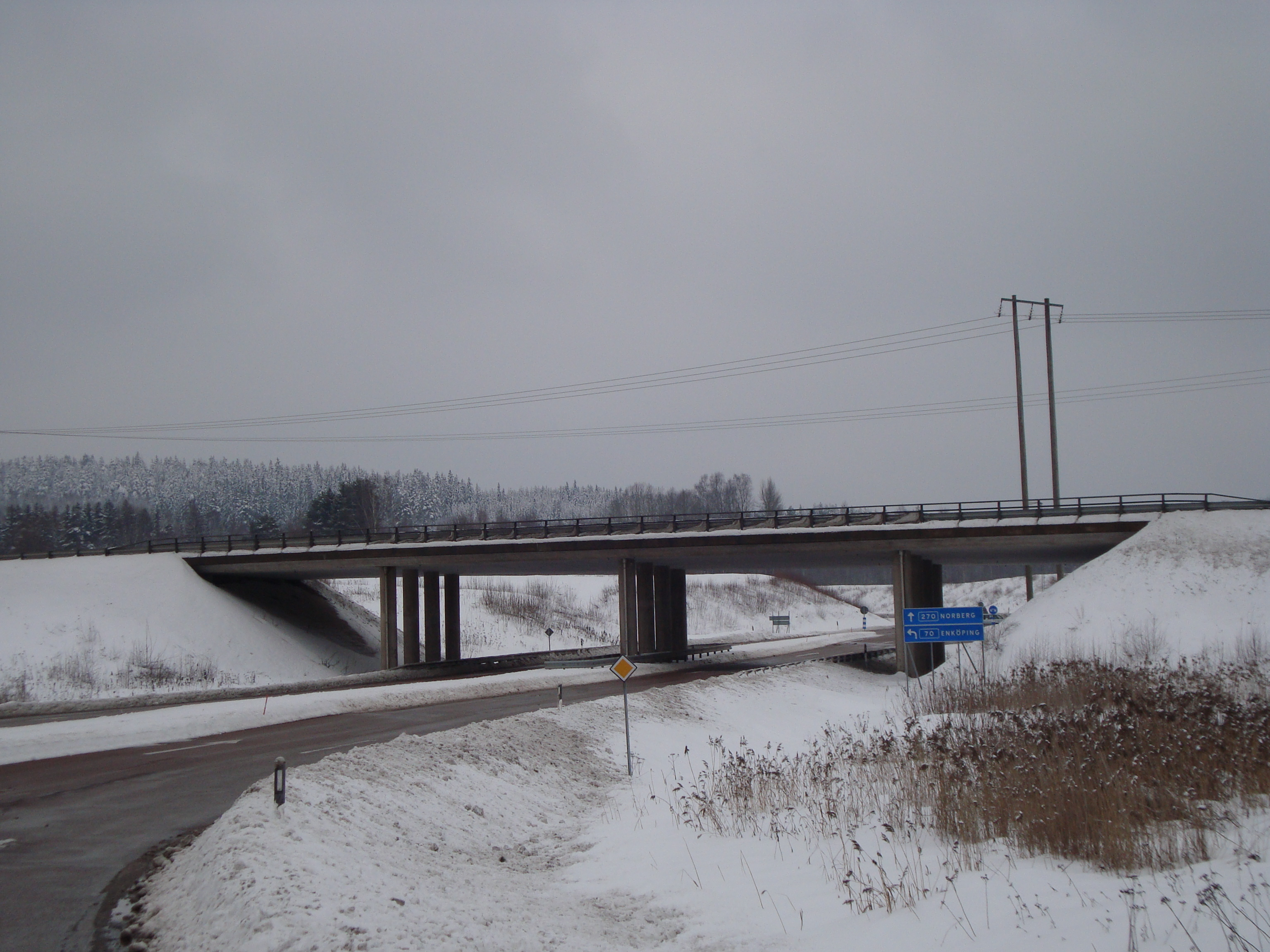
Backa trafikplats